# 小行星2770
小行星2770（2770 Tsvet）是一颗围绕太阳公转的小行星。1977年9月19日，尼古拉·切爾尼赫在克里米亚发现了此天体。
該小行星以俄羅斯-義大利植物學家米哈伊爾·茨維特命名。
这颗小行星的绝对星等为135.16633等。